# 鈴木正久
鈴木 正久（すずき まさひさ、1912年8月7日 - 1969年7月14日）は、日本基督教団の牧師。日本基督教団総会議長在任中の1967年に「第二次大戦下における日本基督教団の責任についての告白」を発表した。千葉県出身、青山学院卒業。

## 経歴
千葉県習志野で陸軍軍人・鈴木政義の息子として生まれた。1929年、日本メソヂスト中遠教会で受洗。1936年、青山学院神学部を卒業。『日本メソヂスト時報』の編集主任を務めながら、日本メソヂスト碑文谷教会、同亀戸教会の牧師となる。
1941年、日本基督教団の創立に伴い同教団教師となり、本郷中央教会牧師、駒込教会（現:西片町教会）牧師、日本基督教団宣教研究所委員長、同伝道委員長、同常議員などを歴任。
1966年に日本基督教団のc総会議長に選ばれ、広島の原爆孤老ホームの建設や、沖縄キリスト教団との合同、また第二次大戦下における日本基督教団の責任についての告白のために多忙な日々を過ごして体調を崩す。多忙の故に病院の診断が遅れて、膵臓癌に倒れた。家族と教会役員の相談の結果、長女が癌の告知をした。その後、一ヵ月後に現職のまま死去した。

## 著作
- 『信仰と自由の手紙 : ガラテヤ人への手紙講解』〈新教新書〉新教出版社、1965年。
- 『キリスト教の現代的使命 : 鈴木正久論文集』〈今日のキリスト教双書2〉新教出版社、1969年。
- 『主よ、み国を : 主の祈りと説教』日本基督教団出版局、1969年。
- 『神の国のおとずれ : マルコ福音書によるイエス伝講話』新教出版社、1969年。
- 日本基督教団出版局編『鈴木正久説教集』日本基督教団出版局、1969年。
- 『鈴木正久著作集』全4巻、新教出版社、1980年。

## 親族
- 長女 鈴木伶子[4]（日本YWCA理事長、日本キリスト教協議会議長[5]）